# 普拉德纳
普拉德纳，是西班牙卡斯蒂利亚-莱昂塞戈维亚省的一个市镇。 总面积46平方公里，总人口548人（2001年），人口密度12人/平方公里。